# Maysoon Zayid

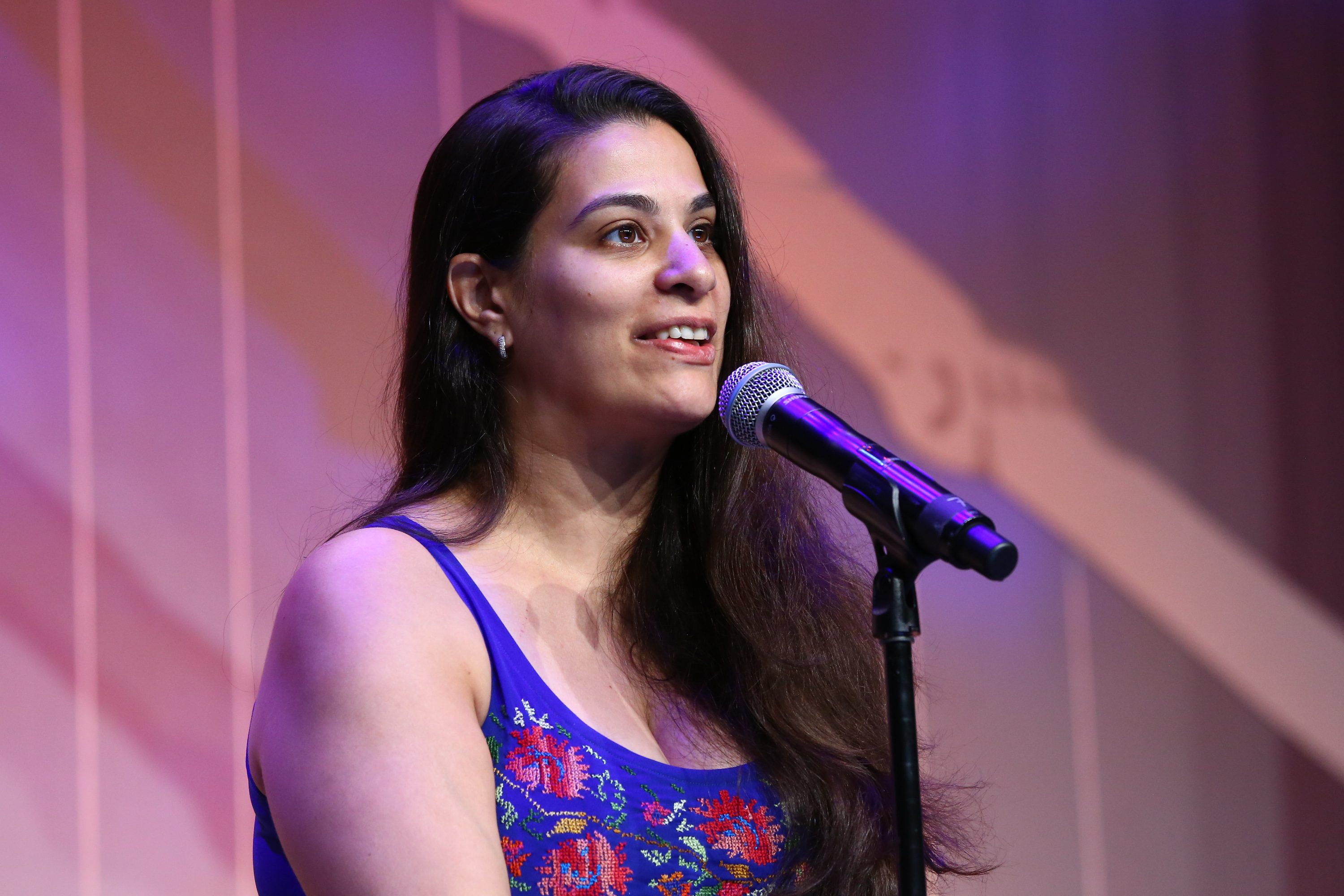
Maysoon Zayid

Maysoon Zayid (New Jersey, 1974) is een Amerikaanse actrice en comédienne van Palestijnse afkomst. 
Zij staat bekend als een van de eerste Amerikaanse islamitische comédiennes en als de eerste persoon die ooit heeft opgetreden als stand-upcomédienne in Palestina (staat) en Jordanië.

## Afkomst en opleiding
Zayid werd in 1974 geboren in New Jersey . In een BBC-interview beschreef zij zichzelf als "een maagdelijke  Palestijnse moslima met hersenverlamming uit New Jersey, die actrice, comédienne en activiste is".[2] 
Zij behaalde haar Bachelor of Fine Arts aan de  Arizona State University.

## Carrière
Zayid begon haar acteercarrière met een optreden gedurende twee jaar in zowel de populaire soap-opera As the World Turns, als in gastoptredens in Law & Order, NBC Nightly News en ABC's 20/20.
Tijdens haar eerste ervaringen met acteren, ondervond zij in vele gevallen dat haar etniciteit en gebrek aan ervaring haar ontwikkeling belemmerden. Zayid veranderde daarom haar koers naar stand-upcomedy en ging optreden in New Yorks topclubs, waaronder Caroline's, Gotham, en Stand Up NY, waar zij zich waagde aan serieuze thema's zoals terrorisme en het Israëlisch-Palestijnse conflict.
Ze was medeoprichter van het New York Arab-American Comedy Festival in 2003 met de komiek Dean Obeidallah. Het festival wordt jaarlijks in New York gehouden en presenteert Arabisch-Amerikaanse komieken, acteurs, scenarioschrijvers en filmregisseurs.
Eind 2006 debuteerde Zayid met haar one-woman show Little American Whore (LAW) op het podium van Los Angeles's Comedy Central. Het stuk werd geproduceerd en geregisseerd door Kathy Najimy. In 2008 werd het scenario van LAW uitgekozen voor het Sundance Screenwriters Lab. 
Ook had zij een rol dat jaar in de film You Don't Mess with the Zohan van regisseur Adam Sandler.
Zij is verder medepresentator van het radioprogramma Fann Majnoon met Obeidallah.
Zayid is te zien in de documentaire The Muslims Are Coming!, die een groep van Amerikaanse islamitische stand-upcomedians in beeld brengt, die een tournee door de Verenigde Staten maken in een poging islamofobie tegen te gaan. Ze zoeken ook de confrontatie met controversiële beroemdheden, zoals Jon Stewart, David Cross, Janeane Garofalo en Rachel Maddow. 
Ook presenteerde ze zich in de jaarlijkse conferentie van TED-talks, terwijl haar eigen Ted-talk circa 1 miljoen keer werd bekeken.
In juni 2016 werd bekendgemaakt dat Zayid bezig was met het ontwikkelen van een bloemlezing over haar leven samen met scenarioschrijver Lindsey Beer.
Zayid heeft bij herhaling verklaard dat zij wil optreden in de soapopera General Hospital, die ABC overdag uitzendt.
Op 1 juni 2019 nam Zayid het op CNN op voor de comédienne Samantha Bee die met racistische uitlatingen werd belasterd door president Trump naar aanleiding van haar vulgaire kwalificaties over diens dochter Ivanka.

## Kunstzinnige programma's in de Palestijnse gebieden
Zayid besteedt drie maanden per jaar aan het uitvoeren van kunstzinnige programma's voor gehandicapte en verweesde kinderen in vluchtelingenkampen in de Palestijnse gebieden. Zij helpt de kinderen met kunst bezig te zijn om beter met trauma's om te gaan en de kloof tussen gehandicapte en gezonde kinderen te overbruggen. Tachtig procent van de fondsen zijn afkomstig uit de inkomsten van haar werk als comédienne.